# La Rosa, Naucalpan de Juárez
La Rosa är en ort i Mexiko, tillhörande Naucalpan de Juárez kommun i delstaten Mexiko. La Rosa ligger i den centrala delen av landet och tillhör Mexico Citys storstadsområde. Orten hade 1 543 invånare vid folkmätningen 2010. 2020 hade befolkningen ökat till 1 854 personer.